# Кулевча
Куле́вча (у 1945—1995 рр. назва змінена на Колісне) — село в Україні, у Білгород-Дністровському районі Одеської області. Адміністративний центр Кулевчанської сільської громади Білгород-Дністровського району Одеської області. Населення у 2001 році становило 4032 особи.

## Історія

### Топонім→Ойконім
Назви поселення, що знайдені на історичних картах різного часу:
- 1792 — турецько-татарське поселення ОдабасЪ[3].
- 1832 — рос. Колон. Кулевча, Хут. ОдабашЪ[4].
- 1897 — нім. Kulewcza[5].
- 1901 — нім. Kulewtscha[6].
- 1921 — рос. Кулевча[7].

### Історія
Колонія Кулевча була заснована у 1830 році на территорії колишньої Буджацької орди на рештках татарського селища біля річки Хаджидер. Засновниками нового поселення були болгари, які емігрували з Румелії (територія сучасної Республіки Болгарія) після Кулевчинської битви, яка відбулася 30 травня 1829 року під час чергової російсько-турецької війни. Кулевча в Бессарабії була названа на честь перемоги над османами поблизу селища Кюлевча.
На честь 180-ї річниці заснування села у 2010 році встановлено пам'ятник першим поселенцям. Щоправда, із перелічених на пам'ятнику 39 колоністів, згаданих з поміж інших, у сімнадцятьох голів родин вказані лише ім'я та по батькові, що також притаманно тогочасній болгарській антропоніміці і відображено у перепису колонії Кулевчи 1835 р. Прізвища ж вказані лише у 22 поселенців, через що виникає певна невідповідність, і нащадки колоністів, зіставляючи своє прізвище із аналогічним по батькові, вирізьбленим на пам'ятнику, помилково ототожнюють себе з людиною, яка фактично мала інше прізвище. Прізвища, у звичному розумінні, для всіх колоністів були зазначені у наступному перепису населення 1850 р. (Наприклад: у перепису 1835 р. і на пам'ятнику зазначені ім'я та по батькові Курта Стоянов, до якого в перепису 1850 р. додається прізвище Стафідов, тобто Курта Стоянов Стафідов і така ж ситуація у випадку з 16 іншими колоністами, згаданими на пам'ятнику засновникам Кулевчи).
Отже, список 17 колоністів, які згадані на пам'ятнику з ім'ям та по батькові, доповнені ПРІЗВИЩАМИ з перепису 1850 р.:
1. Стоянъ Великовъ ТРОШАНОВЪ
2. Павелъ Димовъ БАСНАРОВЪ
3. Стоянъ Димитріевъ ФУЧИЖИ
4. Василъ Жекулъ ШКИМБОВЪ
5. Петръ Костевъ ДРЕВОВЪ
6. Тодоръ Николовъ ЦВЕКЛОВЪ
7. Волко Николовъ КОФОВЪ
8. Кральо Петровъ АДЫРОВЪ
9. Жеко Петровъ ШКИМБОВЪ
10. Дюра Петровъ ШКИМБОВЪ
11. Діордій Станковъ КОЧАНОВЪ
12. Діордій Стояновъ ПЕТРОВЪ
13. Черне Стояновъ МИГОВЪ
14. Курта Стояновъ СТАФИДОВЪ
15. Станко Стояновъ САМОКИШЪ
16. Георгій Яновъ КОЧЕНОВЪ
17. Петко Янчовъ КОМАРИ

За даними «Ревізской сказки» 1835 року в колонії Кулевча Бесарабської Області Нижньобуджацького Колоністського Округу мешкало 74 родини задунайських переселенців з Румелії та родина священника, приписаного до Кулевчі в 1833 році, загальна чисельність мешканців складала 380 осіб.
Серед 74 родин перших переселенців згідно перепису 1835 р.були такі прізвища: Братінови, Попови, Петрови, Христодорови, Качанови, Шкімбови, Карамаркови, Кулжіеви, Іваногло, Мінча, Станчеви, Мігови, Панайотови, Галюрови, Стафідови, Станєви, Фукарови, Адирови, Баснарови, Мандражи, Станкови, Цвеклови, Самокиш, Статірови, Кофови, Бочевар, Бойчови, Налбант, Пілєви, Янєви, Пєткови, Сулакови, Фучижи, Коченови, Древови, Косліо, Кинєви, Чеплак, Пейчови, Трошанови, Кокаланови, Калінови, Бочуарімови, Кімуржи, Будура, Домощиогло, Кочман, Деліжан, Чашко, Домовчи, Кіся, Вололовцови, Комарі, Кременіш, Бочуаріогло, Славови, Жекови, Янулови, Ніколови, Караулан, Маліо.
Кількість мешканців Кулевчи збільшувалась завдяки природному приросту, а також внутрішній міграції задунайських переселенців з інших колоній південної частини тодішньої території Російської імперії, а також Криму.
В 1844 році з декількох колоній Херсонської губернії в Кулевчу переїхали:
- з колонії Кубанка — родини Карачанови, Кіся, Стоянови, Кабаногло, Чебанови.
- з колонії Катаржино — родини Бахчеван, Пачеви, Драндарь, які, однак, реіммігрували в 1856 році.
- з колонії Великий Буялик — родини Велко, Каланжиогло, Русо.

В 1845 році з Таврійської губернії до Кулевчи іммігрували:
- з колонії Кишлави — родини на прізвище Димо
- з колонії Старий Крим — родини Коста, Димо

В 1849 році з колонії Новотроян Бесарабської області до Кулевчи переїхала родина Бочварових.
Таким чином, згідно перепису населення 1850 року кількість сімей Кулевчи збільшилась до дев'яноста, налічуючи 758 душ.
В 1851 році з колонії Тернівка в Кулевчи оселилися родини Ніколаєвих і Граматікових.
В 1853 році з колонії Кайраклії до Кулевчи переїхала родина Пальжок.
Згідно «Ревізской сказки» 1859 року в колонії Кулевчи Бесарабської області Аккерманського повіту Нижньобуджацького округу налічувалось 186 домогосподарств і 921 мешканець.
Після приєднання Бессарабії до Російської імперії болгарські колоністи на певний час були звільнені від військового обов'язку. Під час Кримської війни (1853—1856 рр.) болгарські колоністи надали погоничів з підводами для забезпечення військ бойовими припасами, провіантом та фуражем.
Декілька мешканців Кулевчи, які в 1853 і 1854 рр. також виступили погоничами, були нагороджені бронзовую медаллю «В память войны 1853—1856» серед них: «Димитрій Кимуржи, Василій Кочановъ, Георгій Крименишъ, Алексей Граматикъ, Василій Поповъ, Илья Стояновъ, Иванъ Николовъ, Николай Карауланъ, Бадалянъ Мандражи, Тодоръ Галюровъ, Филя Станковъ, Николай Пальжокъ» (Національний Архів Республіки Молдова, ф. 6, оп. 3, справа 1027)
У 1867 році в селі Кулевча був побудований млин, який дав вагомий поштовх економічному розвитку села.
Під час Першої Світової війні 1914—1918 рр. мешканці Кулевчи, як і більшість чоловіків Бессарабії та Російської імперії загалом, брали безпосередню участь у театрі воєнних дій. Згідно з даними, наведеними Д. І. Карауланом в книзі про Кулевчу, чоловіки призовного віку були мобілізовані і відправлені на фронт без попередньої підготовки у якості «гарматного м'яса», через що дев'ять з них було вбито вже у перших боях, а сімнадцять повернулись додому інвалідами.
Деякі під час війни отримали поранення, інші зникли безвісти або опинилися в австрійському полоні.
Кулевченці також відзначилися під час боїв і були нагороджені, як, наприклад, рядовий Каланжов Іван Афанасійович, в 1915 році був нагороджений Георгієвською медаллю IV-го ступеня (За хоробрість). Рядовий Пальжок Дмитро Миколайович був нагороджений Георгієвським хрестом IV ступеня у 1916 році.
У грудні 1917 року в Кулевчі була проголошена радянська влада.
Із січня 1918 до 28 червня 1940 року Бессарабія перебувала під окупацією Румунського королівства.
Під час Другої Світової війни з червня 1941 року до серпня 1944 року Бессарабія була вдруге окупована Румунією.
В 1945 році назву села змінено на Колісне.
В 1995 році селу було повернуто історичну назву Кулевча.

## Населення
Згідно з переписом УРСР 1989 року чисельність наявного населення села становила 4482 особи, з яких 2054 чоловіки та 2428 жінок.
За переписом населення України 2001 року в селі мешкали 4032 особи.

### Мова
Розподіл населення за рідною мовою за даними перепису 2001 року:
| Мова       | Відсоток |
| ---------- | -------- |
| болгарська | 89,14 %  |
| російська  | 5,51 %   |
| українська | 4,69 %   |
| молдовська | 0,50 %   |
| гагаузька  | 0,07 %   |
| білоруська | 0,02 %   |

## Галерея споруд у селі
|                  |
| Будинок культури |

|               |
| Дитячий садок |

|          |
| Меморіал |

|       |
| Школа |

|                                         |
| Пам'ятний знак засновникам села Кулевча |

|                                         |
| Пам'ятний знак на честь заснування села |

|                     |
| Ринок перед церквою |

## Галерея Свято-Миколаївської церкви
|                             |
| Миколаївська церква. Ракурс |

|                                        |
| Каплиця на честь Кулевчанського Хреста |

|                              |
| Панно «Милосердий Самарянин» |

|                             |
| Миколаївська церква. Ракурс |

|                              |
| Дзвін на церковному подвір’ї |

|         |
| Каплиця |

|                               |
| Фонтан на церковному подвір’ї |

|          |
| Трапезна |

|                             |
| Миколаївська церква. Ракурс |

|                    |
| Церковний інтер’єр |

|                |
| Церковна брама |